# Транспорт Орла
Транспорт Орла — совокупность всех видов путей сообщения, транспортных средств, технических устройств и сооружений на путях сообщения, обеспечивающих процесс перемещения людей и грузов различного назначения из одного места в другое, и соответствующая отрасль экономики, связанная с перевозкой пассажиров и грузов в городе Орёл.

## Магистральный транспорт
Орёл — крупный транспортный узел. Формирование города как важного транспортного узла обусловлено его выгодным географическим положением Центрального района. Здесь сходятся пять важных автомобильных магистралей федерального и регионального значения: М2E 105, Р92, Р119, Р120; 5 железнодорожных линий: на Елец, Москву, Курск, Брянск, Михайловский рудник. Ранее в городе действовал аэропорт Орёл-Южный.

### Автомобильный
Трассы федерального и регионального значения, проходящие через Орёл:
- М2 — федеральная трасса «Крым»[1] — примыкает с северо-востока как Московское шоссе и с юго-запада как Кромское шоссе, пронизывая насквозь городскую территорию, а также обходя с востока город в качестве объезной.
- Р92 — шоссейная дорога на Калугу — примыкает с севера, является продолжением Болховского шоссе.
- Р119 — шоссейная дорога на Тамбов — примыкает с востока, является продолжением Ливенской улицы.
- Р120, ранее Орловско-Брянское шоссе — дорога федерального значения в Витебск через Брянск — примыкает с запада, является продолжением Карачевского шоссе.

Прочие автодороги (не включённые в перечень федеральных):
- 54А-1 — шоссейная дорога на Ефремов — примыкает с востока как Залегощенское шоссе.
- 54К-16 — местная автодорога на Знаменское и национальный парк «Орловское Полесье» — примыкает с северо-запада как Наугорское шоссе.

Междугородное и пригородное автобусное сообщение осуществляется от автовокзала.

### Железнодорожный
Орёл — крупный узел железных дорог. В орловском узле сходится пять магистральный линий (на Елец, Михайловский рудник, Брянск, Москву, Курск). В городе располагается управление Орловско-Курского региона МЖД, который обслуживает поезда на территории Орловской и Курской областей.
Между Орлом и Москвой с 26 мая 2006 года по 1 ноября 2014 года курсировал фирменный поезд «Тургенев» и скоростной экспресс.
В городе два железнодорожных вокзала:
Железнодорожный вокзал станции Орёл 
Главный ж.д. вокзал города, открыт в 1868 году с запуском железнодорожного сообщения Москва — Орёл. Во время Великой Отечественной войны здание вокзала сильно пострадало. В 1949-50 годы было перестроено по проекту С. А. Мхитаряна и расширено. Вокзал состоит из двух зданий, выстроенных в стиле классицизма, соединённых друг с другом подземным пешеходным тоннелем.
Лужки-Орловские
Транзитный ж.д. вокзал для некоторых поездов дальнего следования широтного направления, не проходящих через вокзал Орёл.

### Воздушный
До 2010 года функционировал аэропорт «Орёл-Южный».

### Трубопроводный
Через Орёл проходит магистральный газопровод «Щебелинка — Брянск».
Через северную окраину (пос. Стальной Конь) проходит мощный транзитный нефтепровод «Дружба». 
В Орле, как и во всей Орловской Области, нет нефтеперерабатывающих предприятий.

## Местный транспорт
В г. Орле городской общественный пассажирский транспорт делится на три группы: массовый общественный транспорт, общественный транспорт индивидуального пользования и прогулочные теплоходы по р. Оке. Массовый общественный пассажирский транспорт охватывает маршрутной сетью большую часть территории г. Орла в пределах пешеходной доступности. Маршрутная сеть выстроена таким образом, что из любой окраины можно добраться без пересадок в центр города, используя автобус. Каждый автобус (муниципальный), трамвай и троллейбус оснащены маршрутоуказателями, информирующими о маршруте следования по городу, обозначенными остановками, на которых осуществляется посадка и высадка пассажиров, а также имеют для удобства ориентирования в салонах подробные схемы движения, дополненные правилами пользования конкретным видом транспорта.
С обоих ж.д. вокзалов осуществляется также пригородное ж.д. сообщение. Маршруты этих поездов имеют остановки на расположенных в черте города промежуточных ж.д. станциях:
- «Цон» (На южной окраине города, Брянское направление, участок Орёл-Цон, в начале Автовокзальной ул.)
- «Кромская» (На южной окраине города, Брянское направление, участок Орёл-Цон, в начале улицы МОПРа)
- «5-й км» (платформа Мичурина) (На северо-восточной окраине города, Елецкое направление, участок Лужки-Орловские — 5 км, в начале Южного пер.)
- «Стальной Конь» (На северной окраине, Московское направление, участок Орёл- Стальной Конь, в районе промзоны Сталепрокатного завода)
- «Семинарская» (промежуточная станция между вокзалами Орёл и Лужки-Орловские)

Помимо этого, функционируют службы легкового и грузового такси и службы проката легковых автомобилей без водителя и велосипедов. В пределах города ранее осуществлялось плавание речных прогулочных теплоходов по реке Оке.